# Factory45
Factory45 er et dansk rockband, der blev dannet i 2006 af Esben (vokal), Charlie (lead guitar), Morten (bas) og Jonathan (trommer).
Factory45 debuterede i 2007 med singlen "Supermarkets", der blev pænt modtaget af DR's P3 og bl.a. toppede Det Elektriske Barometer i 8 uger. Samme år udkom deres EP Rock Music Almost Ruined My Life, der fik 3/6 stjerner i musikmagasinet GAFFA.
Debutalbummet Would You Take The Things Off That You Like The Best er blevet til på Møn i slutningen af 2008. Bandet har allieret sig med produceren Steffen Breum. Albummet blev udgivet i august 2009, der fik tildelt 4/6 stjerne i GAFFA.
Factory45 henter inspiration fra bl.a. Velvet Underground, David Bowie, The Clash og Talking Heads.

## Diskografi
- 2008 Rock Music Almost Ruined My Life (EP)
- 2009 Would You Take The Things Off That You Like The Best